# Joe Simpson (rugbista)
Joseph Paul Mackay Simpson, detto Joe (Sydney, 5 luglio 1988), è un rugbista a 15 inglese di origine australiana, mediano di mischia del Gloucester in English Premiership.

## Biografia
Nato in Australia da madre neozelandese e padre inglese, quando la famiglia rientrò nel Regno Unito Simpson compì gli studi superiori a Ealing, sobborgo di Londra; a scuola praticava, oltre al rugby, anche cricket e atletica.
A 18 anni, nel 2006, entrò nel centro di formazione giovanile dei London Wasps, anche se fu dato in prestito al Blackheath per un paio di stagioni per poi tornare agli Wasps e con essi esordire in Premiership nel 2008.
Ha rappresentato l'Inghilterra a tutti i livelli giovanili, dalla Under-16 alla Under-20 e ha disputato le gare del circuito IRB Sevens World Series 2006-07 nella Nazionale a 7 inglese; debuttante negli England Saxons nel 2009, nel 2011 era inizialmente fuori dalla rosa dei convocati alla Coppa del Mondo in Nuova Zelanda, ma un infortunio a Danny Care in agosto spinse il C.T. della Nazionale maggiore Martin Johnson a inserire Simpson in squadra e a farlo debuttare in corso di competizione nella fase a gironi in occasione di un incontro con la Georgia.